# 유라기장의 유우나씨
《유라기장의 유우나씨》(ゆらぎ荘の幽奈さん)는 미우라 타다히로(일본어: ミウラタダヒロ)가 그린 일본의 만화다. 《주간 소년 점프》에서 2016년 10호부터 2020년 27호까지 연재되었다.

## 줄거리
영혼에 빙의되기 쉬운 '후유조라 코가라시'는 임대료 무료 영주권을 획득하기 위해 "유라기 장(ゆらぎ荘, 흔들림 장)"에 사는 지박령의 영혼을 성불시키기 위해 이사했다. 그러나 그 땅의 지박령은 여고생 유우나씨였다. 또한, 유라기 장에는 몇 명의 개성 넘치는 여성들이 살고 있었다. 이리하여 여성뿐인 유라기장 주민들의 입주 반대에도 불구하고 마침내 코가라시와 그녀들과의 좌충우돌 요괴 하숙집 생활이 시작되었다.